# Grundnerbach (Haselleitgraben)
Der Grundnerbach, ist ein fast 1,3 Kilometer langer Waldbach im Gebiet der Marktgemeinde Gratkorn im Bezirk Graz-Umgebung in der Steiermark. Er entspringt im östlichen Grazer Bergland an einem Ausläufer des Geierkogels und mündet von rechts kommend in den Haselleitgraben.

## Verlauf
Der Grundnerbach entsteht in einem Waldgraben am Nordwesthang eines vom Geierkogel nach Westen streichenden Ausläufer im Norden der Katastralgemeinde Freßnitz etwa 30 Meter westlich der Straße Hintere Freßnitz auf etwa 612 m ü. A.
Der Bach fließt anfangs durch ein Waldgebiet relativ gerade nach Westnordwesten, wobei er eine Forststraße quert. Etwa nach 500 Meter in seinem Lauf nimmt der Grundnerbach einen von links kommenden unbenannten Wasserlauf auf und biegt schwenkt seinen Lauf nach Nordwesten. Etwa 430 Meter erfolgt etwa 170 Meter südöstlich des Bauernhofes vulgo Grundner eine Kursänderung nach Südwesten. Kurz nach dieser Kursänderung verlässt der Grundnerbach den Wald und nach weiteren 50 Metern unterquert er den Haselleitweg und fließt an mehreren Wohnhäusern vorbei. Etwa 100 Meter vor seiner Mündung in den Haselleitgraben biegt der Bach mitten im Wohngebiet in seinen Lauf nach Westen und quert erneut den Haselleitweg. Auf diesen Kurs bleibt der Grundnerbach auch bis zu seiner Mündung. Der Grundnerbach durchfließt einen Graben, der im Norden und Süden von Ausläufern des Geierkogels gebildet wird.
Nach fast 1,3 Kilometer langem Lauf mündet der Grundnerbach mit einem mittleren Sohlgefälle von rund 12 % etwa 157 Höhenmeter unterhalb seines Ursprungs an der Grenze der beiden zu Gratkorn gehörenden Katastralgemeinden Freßnitz und Forstviertel etwa 8 Meter nördlich des Haselleitweges etwa 230 Meter südlich des Bauernhofes vulgo Grundner in den Haselleitgraben.
Auf seinem Lauf nimmt der Grundnerbach einen unbenannten Wasserlauf auf.